# 帕斯克里斯蒂安 (密西西比州)
帕斯克里斯蒂安（英語：Pass Christian）是位於美國密西西比州哈里森縣的城市。

## 人口
根據2020年美國人口普查的數據，帕斯克里斯蒂安的面積為39.53平方千米，當中陸地面積為21.33平方千米，而水域面積為18.20平方千米。當地共有人口5686人，而人口密度為每平方千米144人。